# Clevelândia
Clevelândia è un comune del Brasile nello Stato del Paraná, parte della mesoregione del Centro-Sul Paranaense e della microregione di Palmas. Si trova a 390 km dalla capitale dello Stato Curitiba.
La città, localizzata in un'area contesa tra Argentina e Brasile, fu così denominata nel 1892 in omaggio al presidente statunitense Grover Cleveland, che firmò il lodo arbitrale che stabiliva l'appartenenza della provincia delle Missioni Orientali al Brasile.